# 龙沙区
47°19′03″N 123°57′27″E / 47.31750°N 123.95750°E
龙沙区是黑龙江省齐齐哈尔市下辖的一个市辖区。面积188平方公里，區人民政府駐卜奎南大街432號。

## 行政区划
龙沙区下辖7个街道办事处：
五龙街道、湖滨街道、江安街道、正阳街道、彩虹街道、南航街道和大民街道。

## 人口
根据(黑龙江省)2020年齐齐哈尔市第七次全国人口普查主要数据公报显示：常住人口355849人。